# Діана Соколовська
Діана Соколовська (пол. Diana Sokołowska, 19 лютого 1996) — польська спортсменка.
Учасниця Олімпійських Ігор 2012 року.